# Villaquirán de la Puebla
Villaquirán de la Puebla est un municipio (municipalité ou canton) situé dans le Nord de l’Espagne, dans la comarca (comté ou pays ou arrondissement) d'Odra-Pisuerga, dans la Communauté autonome de Castille-et-León, Burgos. C'est aussi le nom de la localité chef-lieu du municipio.
La population du municipio était de 48 habitants en 2010.
Le territoire du municipio de Villaquirán de la Puebla est traversé par le Camino francés du Pèlerinage de Saint-Jacques-de-Compostelle, en passant par la localité de San Antón.

## Démographie
| 1991 |  | 1996 |  | 2001 |  | 2004 |  | 2010 |
| ---- |  | ---- |  | ---- |  | ---- |  | ---- |
| 79   |  | 78   |  | 65   |  | 57   |  | 48   |

## Culture et patrimoine

### Pèlerinage de Compostelle
Sur le Camino francés du Pèlerinage de Saint-Jacques-de-Compostelle, on vient du municipio de Hontanas, par la localité chef-lieu du même nom.
Le prochain municipio traversé est Castrojeriz, par la localité chef-lieu du même nom.

### Patrimoine religieux
Église de San Miguel Arcángel,

## Sources et références
- (es) Cet article est partiellement ou en totalité issu de l’article de Wikipédia en espagnol intitulé « Villaquirán de la Puebla » (voir la liste des auteurs).
- Grégoire, J.-Y. & Laborde-Balen, L., « Le Chemin de Saint-Jacques en Espagne - De Saint-Jean-Pied-de-Port à Compostelle - Guide pratique du pèlerin », Rando Éditions, mars 2006,  (ISBN 2-84182-224-9)
- « Camino de Santiago St-Jean-Pied-de-Port - Santiago de Compostela », Michelin et Cie, Manufacture Française des Pneumatiques Michelin, Paris, 2009,  (ISBN 978-2-06-714805-5)
- « Le Chemin de Saint-Jacques Carte Routière », Junta de Castilla y León, Editorial Everest